# 賢島宝生苑
賢島宝生苑（かしこじまほうじょうえん）は、三重県志摩市の賢島にある旅館。近鉄レジャーサービスが経営権を持ち、同社の子会社である株式会社賢島宝生苑が運営する。
2016年（平成28年）5月26日・27日の両日に開かれた第42回先進国首脳会議では、議長の安倍晋三の宿泊 および議長国記者会見の会場として利用された。

## 概要
志摩観光ホテル株式会社が経営していた2軒の旅館の間に「パブリック施設」と渡り廊下を増築して1軒の旅館として開業した。旅館名の「宝生」は立地場所の地名「宝生の鼻」に由来し、昭和天皇が植物観察に訪れた地である。
設計監理は竹中工務店、施工は竹中・大日本土木・清水共同企業体。建物は数寄屋造りを基本とした鉄骨鉄筋コンクリート構造・鉄筋コンクリート構造で、人と環境に優しい純和風旅館を目指したものである。パブリック施設は、3階分の吹き抜けになったアトリウム和風庭園が核となっており、天井は照明により朝・夕・夜の景色を演出し、水音を立てる人工滝もある。3階分の吹き抜けの大浴場、600畳（≒1,094.43m2）の大宴会場、コンベンションホール、結婚式場も設置されている。娯楽設備としてカラオケルーム・ボウリング場がある。
客室棟は「華陽」（かよう）・「燦陽」（さんよう）・「雅」（みやび）の3棟あり、全室から英虞湾が望める。「華陽」は賢島宝生苑開業時に新設した棟で賢島宝生苑の中核を成し、「燦陽」は旧・第三賢島荘を全面改装、「雅」は旧・新賢島荘を改装したものである。2000年代の年間宿泊者数は約15万人であった。
たびたび囲碁・将棋大会の会場となり、棋聖戦（2009年2月、山下敬吾対依田紀基）、天元戦（2001年11月：柳時熏対羽根直樹）、名人戦（2015年10月：井山裕太対高尾紳路）、王位戦（2011年7月：広瀬章人対羽生善治、2004年8月：谷川浩司対羽生善治）、第33回全国高等学校総合文化祭将棋大会（2009年7月） が行われている。このほか、毎年10月22日の真珠祭（円山公園）が雨天の場合に代替会場となり、2005年（平成17年）11月12日・13日には第18回日本トレーニング科学会が開催された。
株式会社賢島宝生苑は、旅館「賢島宝生苑」のほか、鵜方駅と賢島駅の軽食堂「ラ・ペルル」を運営していた。

## 温泉
浴場は伊勢志摩温泉「朝なぎの湯」・「夕なぎの湯」であり、露天風呂を備える。「朝なぎの湯」が男湯、「夕なぎの湯」が女湯である。日帰り入浴は昼食利用を条件に受け入れている。
泉質はナトリウム・塩化物・炭酸水素塩泉、低張性、弱アルカリ性、高温泉。2006年（平成18年）12月16日に開湯した。内湯は既存施設を改修、露天風呂は新設し、開発費用は約6億円だった。泉温は44℃、湧出量は173t/日。

## 歴史
運営会社は、1949年（昭和24年）10月5日に三重県庁・近畿日本鉄道・三重交通の三者協議を経て志摩観光ホテル株式会社として設立された。社名と同名の志摩観光ホテルのほか、旅館「賢島荘」・「新賢島荘」・「第三賢島荘」・「賢島別館」と阿児町からの受託で国民宿舎「賢島ロッジ」を経営していた。
1995年（平成7年）7月7日、賢島宝生苑が開業した。新賢島荘と第三賢島荘 の2軒の旅館を増築により統合、「賢島宝生苑」として1軒の旅館とした。増築工事は1993年（平成5年）11月から1995年（平成7年）6月に行われ、増築棟は「華陽」と命名された。このほか賢島別館（旧・新賢島ロッジ）を「賢島宝生苑賢島別館」に改名した。これにより、225室889人収容の伊勢志摩地域最大級の旅館となった。しかし修学旅行生を主に受け入れていた賢島別館は稼働率が50%を切る状況が続いたため、1999年（平成11年）1月に閉鎖した。同時に賢島ロッジを閉鎖している。さらに志摩観光ホテル株式会社自体も経営環境が厳しく、同年4月1日に志摩観光ホテルを近鉄ホテルシステムズ（現・近鉄・都ホテルズ）に譲渡し賢島宝生苑の経営だけを行うことになったため、株式会社賢島宝生苑に改めた。
2000年（平成12年）2月18日には1億円をかけて結婚式用チャペル「シンフォニー」を整備した。2004年（平成16年）1月、近鉄は事業再編計画を発表、株式会社賢島宝生苑を同年3月31日付で近鉄レジャーサービスに吸収合併することに決定した。この合併で旅館の所有者は近鉄レジャーサービスとなったが、同社が子会社として株式会社賢島宝生苑を再設置し運営を委託することになった。合併問題が一段落した同年2月10日には、志摩郡5町（浜島町・大王町・志摩町・阿児町・磯部町⇒志摩市）の合併協定書の調印式が開かれた。
2005年（平成17年）10月、閉鎖した旧賢島別館を貸与し、同館は代々木高等学校の本校校舎に転用された。同月に近鉄は「伊勢志摩事業計画」の一環として賢島宝生苑の温泉開発を開始し、2006年（平成18年）4月に旧賢島別館の地下1,800mで掘り当てた。同地から約900mのパイプを宝生苑まで引き、同年12月26日に伊勢志摩温泉として営業を開始した。2007年（平成19年）10月21日には真円真珠発明100周年を記念した「伊勢志摩真円真珠誕生100周年記念フォーラム」を、2015年（平成27年）9月6日には第1回賢島映画祭を開催した。
2016年（平成28年）5月に開かれた伊勢志摩サミットでは、各国首脳が志摩観光ホテルに宿泊する中、安倍晋三は賢島宝生苑10階の貴賓室「鳳凰」（ほうおう）に宿泊した。またサミット終了後、中庭で安倍が議長国会見を開いた。2019年（令和元年）6月27日にテレビ東京系列で放送された『太川蛭子の旅バラ』内の企画「ローカル鉄道寄り道旅」では、目標金額10万円を達成した太川陽介、蛭子能収、真野恵里菜の一行がここで豪華ディナーを堪能した。

## 交通
- 近鉄志摩線賢島駅から送迎バスで約3分[7]。徒歩約7分[6]。